# Tương quân

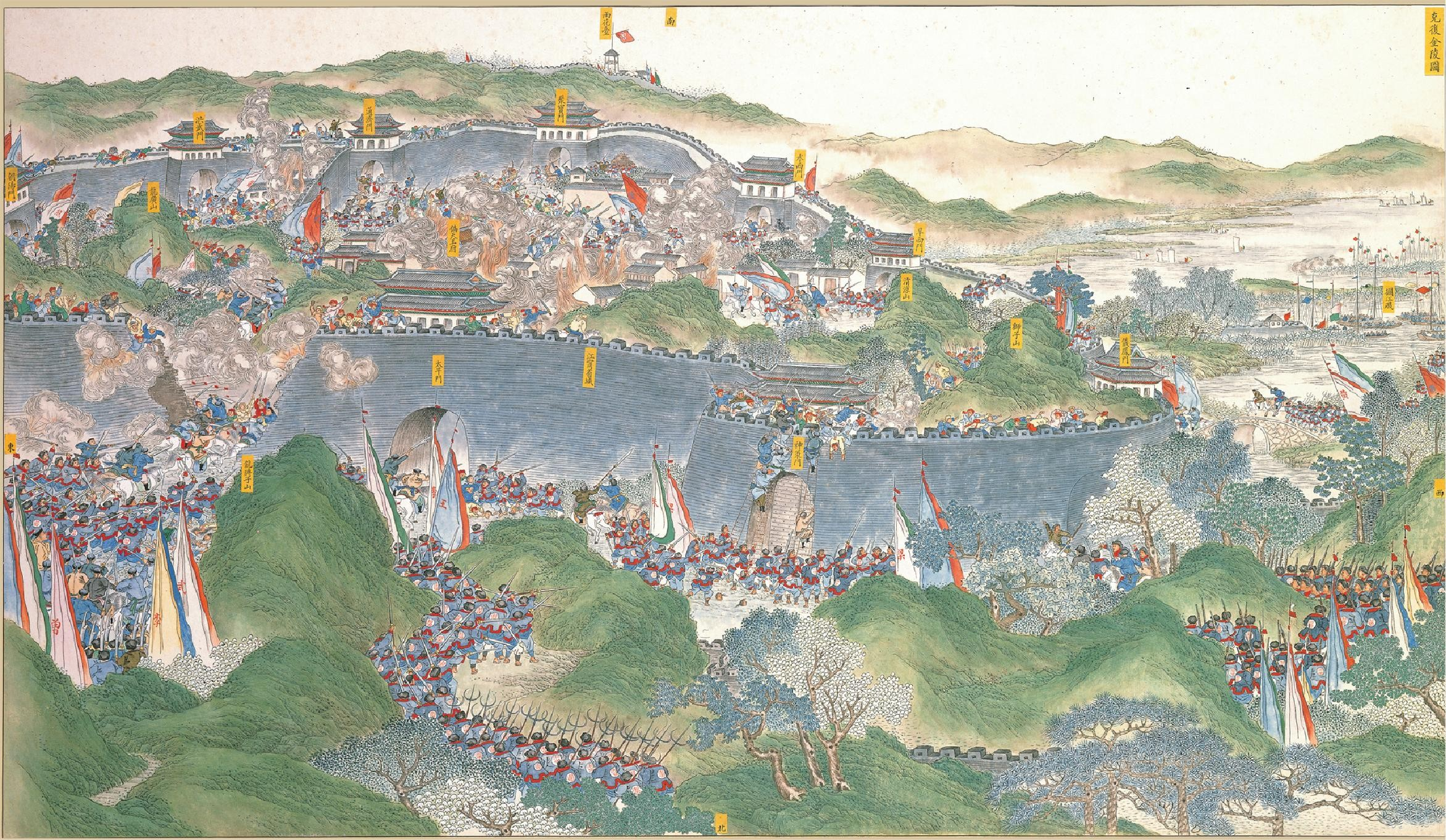
Cuộc khởi nghĩa Thái Bình Thiên Quốc năm 1850-1864

Tương quân hay quân Tương (chữ Hán: 湘军; bính âm: Xiāng Jūn) là một đội quân thường trực xây dựng, tổ chức phát triển bởi viên tướng Tăng Quốc Phiên, lực lượng này được phát triển từ lực lượng dân quân ở nông thôn trong thời kỳ Thái Bình Thiên Quốc (1850-1864). Tên gọi của đội quân này được đặt từ Hồ Nam là khu vực nơi đội quân này được khai sinh. Đội quân này được đài thọ từ các địa chủ và các gia đình thượng lưu ở đây. Trong quá trình trưởng thành và chiến đấu, tương quân đã góp công rất lớn trong việc đánh bại phong trào Thái Bình Thiên Quốc.
Đại bản doanh của Tương quân của được đặt tại Quận Kỳ Môn, tỉnh An Huy (từ năm 1853 đến 1861) và sau khi Tương quân thu phục được An Khánh từ tay quân Thái Bình vào tháng 9 năm 1861, đại bản doanh được chuyển đến gần Nam Kinh. Năm 1860, tổng cộng binh sĩ của Tương quân lên đến gần 360.000 binh sĩ. Trong đó Tăng Quốc Phiên chỉ huy 130.000 quân. Các binh sĩ của Tương quân được trả lương khá hậu hĩ mỗi một người lính được phát bốn lượng bạc vào mỗi tháng, trong khi đó một người lính thường trực thuộc biên chế của triều đình nhà Thanh tiền lương chỉ khoảng 1,5 lượng bạc/tháng.

## Lãnh đạo và tướng lĩnh
- Tăng Quốc Phiên
- Tăng Quốc Thuyên
- Tả Tông Đường
- Hồ Lâm Dực
- Lý Hồng Chương
- Mã Tân Di
- Bào Siêu
- Tăng Hoán Chương